# Seriphidomyia kuznetzovi
Seriphidomyia kuznetzovi är en tvåvingeart som beskrevs av Fedotova 2005. Seriphidomyia kuznetzovi ingår i släktet Seriphidomyia och familjen gallmyggor. Inga underarter finns listade i Catalogue of Life.